# دهستان حومه (کنگان)
دهستان حومه، یکی از دهستان‌های بخش مرکزی شهرستان کنگان در استان بوشهر ایران است. مرکز این دهستان، شهر بنک است.

## جمعیت
بر پایه سرشماری عمومی نفوس و مسکن در سال ۱۳۹۵، جمعیت دهستان حومه برابر با ۱٬۶۰۶ نفر بوده‌است.